# Plummet Airlines
Die Plummet Airlines waren eine britische Pub-Rock-Band aus Nottingham, deren Mitglieder später in den Darts, den Pogues und Audio Murphy wiederzufinden waren. Gegründet wurde die Rockgruppe von Sänger und Gitarrist Harry Stephenson aus Harrogate, der zuvor bei der Band Junkyard Angel gespielt hatte. Die Plummet Airlines waren die erste Band von The Pogues-Bassist Darryl Hunt.

## Bandgeschichte

### Anfänge in Nottingham
Die fünf Angehörigen dieser „abstürzenden Luftfahrtgesellschaft“ trafen sich 1973 auf der Kunsthochschule. Für ein Filmprojekt suchten Stephenson, Hunt, Drummer Simon Bladon, und zwei weitere Gitarristen, darunter Richard Booth, eine Band. Da sie im Ort nicht fündig wurden, gründeten sie kurzerhand selbst eine, die sich – da sie im Film so heißen sollte – The Brothel Creepers nannte. Bald nachdem der Film abgedreht war, spielten sie auch die ersten Konzerte – auf Tanzpartys der Hochschule. Ihre Musik war beeinflusst von Eric Clapton, Neil Young, Poco, Love oder Captain Beefheart. Einer der ersten eigenen Songs der Band war „Silver Shirt“ (wie das meiste Material von Stephenson geschrieben), den sie von Anfang an live spielten, aber erst 1976 als Single für Stiff Records aufnahmen.

### Szenehit in London
1974 ersetzte Keith Gotheridge Drummer Simon Bladon; Duncan Kerr kam als Gitarrist für Gründungsmitglied Ken. Eine Zeitlang nannte sich die Band nun Glider. Nachdem sie die ersten Gigs in London bekamen, gaben sie sich den Namen Plummet Airlines. Sie spielten im Hope & Anchor-Club, dessen Studio zu der Zeit von Stiff-Gründer Dave Robinson geleitet wurde. Dort trafen sie Malcolm Morley (vormals bei Help Yourself, Man), mit dem sie 1976 auf eine Tournee nach Holland gingen. Auf dieser Tournee spielten sie auch mit Clancy zusammen, der Band von Morleys ehemaligem Bandkollegen Ernie Graham.
Morley nahm mit den Plummet Airlines als Backing Band (und mit Ian Gomm von Brinsley Schwarz, der auch produzierte) eine LP auf, die allerdings erst ein Vierteljahrhundert später veröffentlicht wurde. John Peel lud die Plummets zwei Mal zu seinen Sessions ein. Außerdem spielten sie als Vorgruppe für Bands wie Van der Graaf Generator, Huey Lewis und Mallard.
Der Single auf Stiff (produziert von Sean Tyla) folgte 1977 eine weitere, „It’s Hard“ (auf State Records). Die Auftritte hatten zumindest in Großbritannien ein begeistertes Publikum, doch dem Management der Band gelang es nicht, einen längeren Plattenvertrag auszuhandeln. Zur Zeit als sich der Punk etablierte, waren die Bandmitglieder uneins, in welche Richtung ihre Musik gehen sollte, weshalb es zur Trennung kam.

### Nach der Trennung
Stephenson arbeitete anschließend bei dem Projekt Harry & the Atoms; 1981 stellte er für Hedon Records ein Doppelalbum zusammen mit dem besten, was die Plummet Airlines jemals auf Tonträger gebannt hatten, darunter Liveaufnahmen aus dem Hope & Anchor. Booth ging zu Brainiac 5 und später zu Audio Murphy (wo er Duncan Kerr wiedertraf, der zwischenzeitlich mit Keith Gotheridge bei den Darts spielte.) Darryl Hunt wurde Bassist der Pogues. Im August 2004 gab es ein Reunion-Konzert in Nottingham. Und noch im April 2006 treten einige ehemalige Plummet Airlines-Mitglieder als Richard Booth Band in Großbritannien auf.

## Diskografie
- Silver Shirt / This Is the World (Single, 1976)
- It’s Hard / My Time in a While (Single, 1977)
- On Stoney Ground (Doppel-LP, 1981)

mit Malcolm Morley
- Lost and Found (Album, 2002)